# Nouriel Roubini
 Nouriel Roubini  (Estambul, 29 de marzo de 1958) es un destacado economista contemporáneo. Es profesor de Economía en la Universidad de Nueva York y presidente de la consultora RGE Monitor. 
Nouriel Roubini ganó notoriedad por sus acertadas previsiones sobre la recesión internacional desencadenada por la Crisis de las hipotecas subprime, por lo cual se ganó el apelativo de “Dr. Doom” (Doctor Catástrofe). Inicialmente consideradas pesimistas, sus predicciones demostraron ser precisas conforme se desarrollaba la Crisis financiera de 2008.

## Formación
Nouriel Roubini nació en Estambul (Turquía), el 29 de marzo de 1959, en una familia judía iraní ortodoxa. Cuando tenía dos años, su familia se estableció en Irán. Posteriormente vivió en Israel e Italia, donde realizó sus estudios universitarios. Obtuvo el doctorado en economía internacional en la Universidad de Harvard. En la actualidad es ciudadano de los Estados Unidos.

## Trayectoria
Nouriel Roubini ha desempeñado diversas funciones en el Departamento del Tesoro de los Estados Unidos, fue docente en la Universidad de Yale y actualmente es profesor de Economía en la Escuela de Negocios Stern, de la Universidad de Nueva York. También es presidente de RGE Monitor, una firma de consultoría dedicada al análisis financiero.
Nouriel Roubini es reconocido por sus predicciones respecto a la crisis financiera desatada a partir de la Crisis de las hipotecas subprime. Especialmente por su presentación ante el Fondo Monetario Internacional en 2006, donde fue recibido con escepticismo. Para fines del año 2008, era claro que gran parte de sus predicciones se habían convertido en realidad. De ser un profesor poco conocido, pasó a recibir invitaciones para brindar conferencias ante instituciones tan influyentes como el Congreso de los Estados Unidos y el Foro Económico Mundial en Davos. 
A comienzos de 2017, Roubini especuló que la elección de Donald Trump como presidente podría presagiar un cambio geopolítico apartándose de la globalización y tendiendo más hacia el aislamiento, un cambio que él cree podría conducir a la inestabilidad global y a los conflictos militares crecientes entre otros países.